# 9e sessie van de Commissie voor het Werelderfgoed

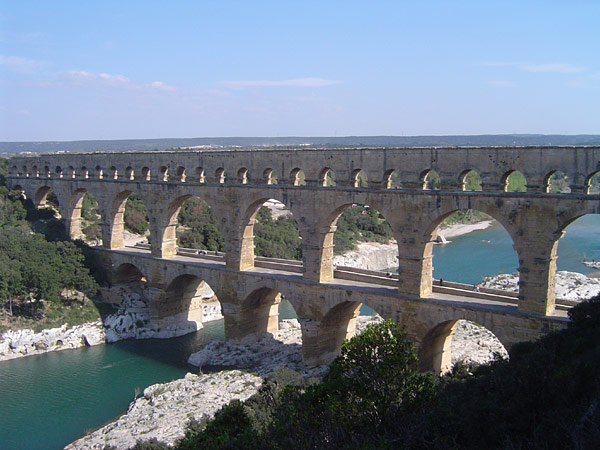
Pont du Gard

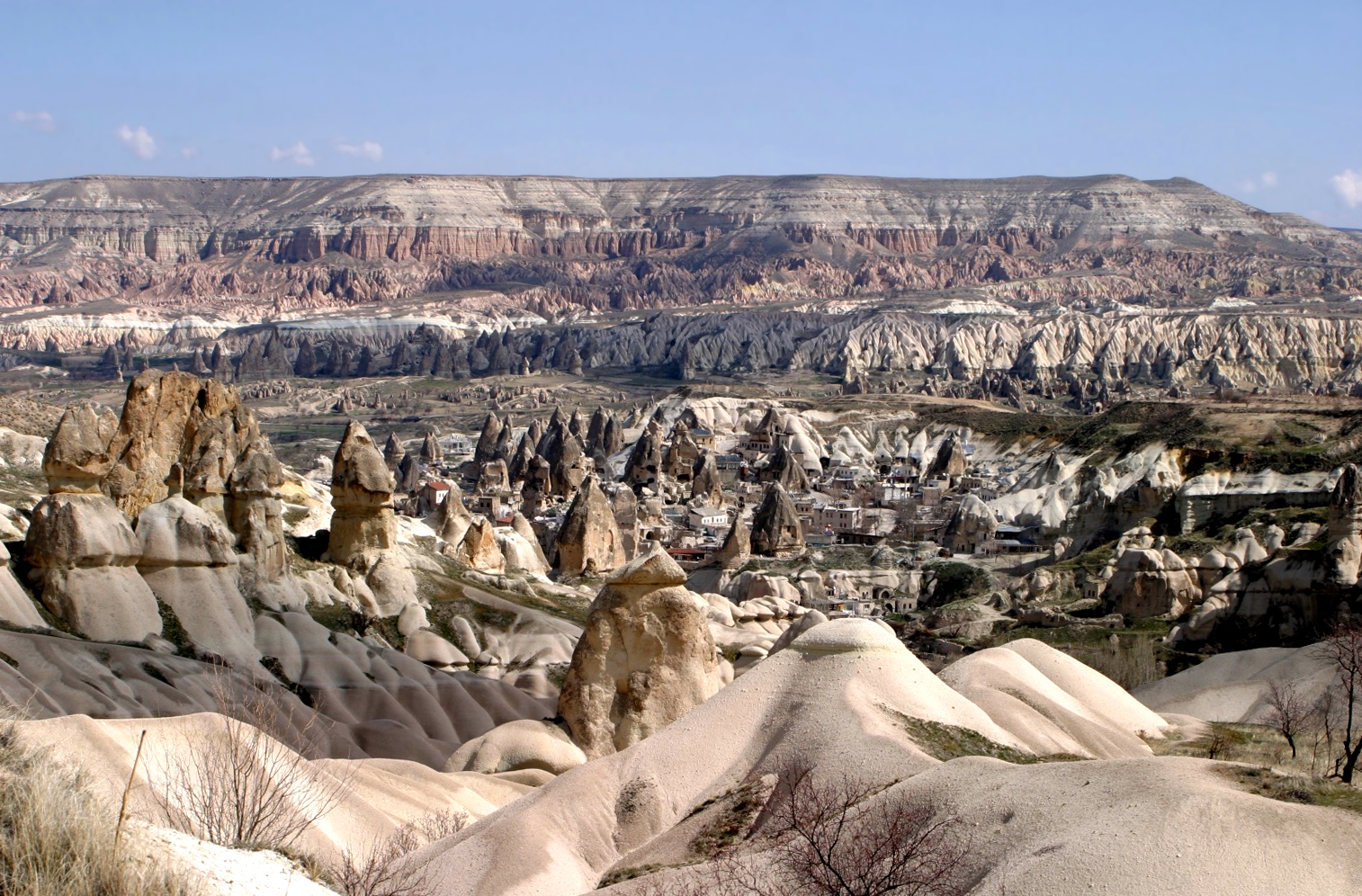
de rotsen van Cappadocië

De 9e sessie van de Commissie voor het Werelderfgoed van UNESCO vond van 2 december tot 6 december 1985 plaats in Parijs in Frankrijk. Er waren 37 voorgestelde dossiers te behandelen. Er werden 30 nieuwe omschrijvingen aan de werelderfgoedlijst toegevoegd. Hiervan waren 25 dossiers met betrekking tot cultureel erfgoed, 1 met betrekking tot gemengd erfgoed en 4 met betrekking tot natuursites. Op de rode lijst werden eveneens een locatie toegevoegd. Het totale aantal inschrijvingen komt hiermee op 215 (156 cultureel erfgoed, 8 gemengde omschrijvingen en 51 natuurlijk erfgoed).

## Wijzigingen in 1985
In 1985 zijn de volgende locaties toegevoegd:

### Cultureel erfgoed
- Bangladesh: Historische moskeeënstad Bagerhat
- Bangladesh: Ruïnes van de boeddhistische Vihara bij Paharpur
- Benin: Koninklijke paleizen van Abomey (uitgebreid in 2007)
- Brazilië: Historisch centrum van Salvador de Bahia
- Brazilië: Heiligdom van Bom Jesus do Congonhas
- Bulgarije: Thracisch graf van Sveshtari
- Canada: Historische wijk van Quebec
- Cyprus: Beschilderde kerken in het Troodosgebergte (uitgebreid in 2001)
- Duitsland: Dom en Michaeliskirche in Hildesheim
- Frankrijk: Pont du Gard (Romeins aquaduct) (uitgebreid in 2007)
- Irak: Hatra
- Jordanië: Petra
- Jordanië: Quseir Amra
- Libië: Rotstekeningen van Tadrart Acacus
- Marokko: Medina van Marrakesh
- Noorwegen: Rotskunst van Alta
- Peru: Archeologisch Chavin
- Spanje: Grot van Altamira en de paleolithische grotkunst van Noord-Spanje (uitgebreid in 2008)
- Spanje: Oude stad Segovia en aquaduct
- Spanje: Monumenten van Oviedo en het Koninkrijk Asturië (uitgebreid in 1998)
- Spanje: Santiago de Compostella (oude stad)
- Spanje: Oude stad Ávila met de Kerken buiten de Muren (uitgebreid in 2007)
- Tunesië: Punische stad Kerkuane en haar necropolis (uitgebreid in 1986)
- Turkije: Historische gebieden van Istanboel
- Turkije: Grote Moskee en Hospitaal van Divrigi

### Gemengd erfgoed
- Turkije: Nationaal park Göreme en de rotsen van Cappadocië

### Natuurerfgoed
- India: Nationaal park Kaziranga
- India: Wildpark Manas
- India: Nationaal park Keoladeo
- Peru: Nationaal park Huascarán

### Uitbreidingen
In 1985 zijn geen locaties uitgebreid.

### Verwijderd van de rode lijst
In 1985 zijn geen locaties verwijderd van de rode lijst.

### Toegevoegd aan de rode lijst
In 1985 werd een locatie toegevoegd aan de rode lijst, de lijst van bedreigd werelderfgoed na de verwoestende tornado die de site trof in 1984.
- Benin: Koninklijke paleizen van Abomey (rode lijst tot 2007)

1977 · 
1978 · 
1979 · 
1980 · 
1981 · 
1982 · 
1983 · 
1984 · 
1985 · 
1986 · 
1987 · 
1988 · 
1989 · 
1990 · 
1991 · 
1992 · 
1993 · 
1994 · 
1995 · 
1996 · 
1997 · 
1998 · 
1999 · 
2000 · 
2001 · 
2002 · 
2003 · 
2004 · 
2005 · 
2006 · 
2007 · 
2008 · 
2009 · 
2010 · 
2011 · 
2012 · 
2013 · 
2014 · 
2015 · 
2016 · 
2017 · 
2018 · 
2019 · 
2020-2021 ·
2022-2023 ·
2024 ·
2025